# پیشین‌پشت‌خاره
پیشین‌پشت‌خاره (نام علمی: Pronotacanthus) نام یک سرده از تیره پشت‌خاره‌های ژرفزی است.